# Salvador Porter García
Salvador Porter García, (València, 13 de setembre de 1942 - València, 25 de desembre de 2011), va ser un violinista i director d'orquestra, vinculat durant la major part de la seua carrera a l'Orquestra de València i a diferents grups i orquestres de cambra i juvenils de la seua ciutat. Va ser una figura important en la renovació de l'escena musical valenciana després de l'arribada de la democràcia.

## Biografia: joventut i inicis
Salvador Porter va ser un notable instrumentista i catedràtic de violí del Conservatori de València, alumne destacat de Juan Alós (1914-1982). En 1961 va acabar els seus estudis en aquest conservatori amb premi Final de Carrera en música de cambra. Va ampliar els seus estudis a Madrid i a Siena, en l'Acadèmia Chigiana en 1973.
Ja havia començat bastant abans, la seua carrera als escenaris i, la seua inquietud i els seus dots musicals li van permetre despuntar en diferents gèneres musicals, ja que a més del violí tocava el contrabaix i la guitarra. A l'any 1964, abans d'incorporar-se al servei militar, va passar fugaçment per l'anomenada Orquestra Universitària de Jazz, que va organitzar a València el pianista i director Blas Sales Moragues. Després a Madrid va formar part de l'orquestra de ball de la Sala Pasapoga, que dirigia el trompetista Arrturo Fornés Marco. Amb el mateix Fornés va tocar també en l'orquestra de la sala El Gallo Rojo, d'El Campello, a Alacant, on va coincidir a l'agost de 1967 amb el trompetista de jazz Louis Armstrong.

## En l'Orquestra de València
Salvador Porter va tornar a València en 1969 on va opositar per a l'Orquestra de València, llavors anomenada Orquestra Municipal, i va obtenir la plaça de violí. En aquell moment l'orquestra travessava un moment delicat per la falta de director titular, però en 1970 va arribar Luis Antonio García Navarro per a ocupar aquest lloc i l'orquestra va iniciar un procés de renovació generacional. Porter va significar una part d'aquesta renovació, ja que en 1972 es va convertir en concertino de l'orquestra, plaça que va ocupar fins a 1994, quan va ser substituït per Anabel García del Castillo i Milan Kovarik i va passar a encapçalar la secció de violins segons.
Les seues intervencions com a concertino solista van ser molt reconegudes per públic i crítica. La seua vídua Paloma Reyes, també violinista de l'Orquestra de València, esmentava en una entrevista els solos de Porter en pàgines tan cèlebres com “Meditación”, intermedi simfònic de l'òpera Thaïs, de Jules Massenet, o Scherezade, de Nikolái Rimski-Kórsakov. Sobre la seua contribució a la cançó “Beim Schlafengehen” (del cicle dels Quatre últims lieder de Richard Strauss), el crític Gonzalo Badenes va escriure en Ritmo que Porter va prestar a la peça “alé, emoció i vol poètic –a més de perfecta entonació– […], proporcionant un ambient gairebé ideal al màgic desplegament de la veu”.
Així mateix Porter es va implicar en la reivindicació d'unes condicions laborals dignes per al seu col·lectiu orquestral, sobretot en els temps previs a la construcció del Palau de la Música de València, en què la formació mancava d'un local d'assajos apropiat.

## Música de cambra i altres col·laboracions
Salvador Porter va tindre una gran inquietud artística que va quedar reflectida en altres formacions musicals en les que participava, especialment de música de cambra. Als seus inicis va col·laborar com a solista amb l'Orquestra de Cambra, dirigida pel violinista Daniel Albir Gordillo durant diverses dècades, o amb l'Orquestra Mozart. Va fundar l'any 1976 el Quartet Clàssic de València (actiu fins a 1986), en el qual tocaven professors del Conservatori i de l'Orquestra Municipal. Segons diu Vicente Galbis al seu llibre sobre l'orquestra, aquest grup “va tractar de difondre el repertori per a quartet de corda i, alhora, fomentar la recuperació d'autors valencians. En aquest sentit cal destacar l'enregistrament que van efectuar en 1982 amb obres de Manuel Palau i Vicente Asencio”.
Al començament dels anys setanta va formar un trio, amb el pianista Francisco Baró i la cantant Ángeles López Artiga, dedicat sobretot a la música antiga. Però Porter també es va apropar als cercles més inquiets de la música contemporània valenciana, com el grup Actum, fundat en 1973 per Llorenç Barber, o més tard el Grup Contemporani de València, llavors dirigit per Manuel Galduf, que estrenava obres d'una nova generació de creadors. També, en 1983 va col·laborar amb l'anomenat Teatre estable del País Valencià en el primer muntatge a Espanya d'Història d'un soldat, de Ígor Stravinski i Charles Ferdinand Ramuz, sota la direcció escènica de José Gandia Casimiro.

## Labor pedagògica i orquestres juvenils
El Conservatori de València li va encarregar en 1972 l'anomenada “càtedra ambulant” de violí, patrocinada per la Caixa d'Estalvis, que va estar en funcionament per diferents poblacions de les comarques valencianes fins a 1977. Aquest últim any va obtenir per oposició una plaça de Música de Cambra en el Conservatori, però per incompatibilitat amb el seu treball en l'Orquestra, va haver de renunciar a la mateixa en 1986. Així i tot, va mantenir llaços constants amb el món de l'ensenyament a través de cursos a Morella, Cullera, Alberic o Callosa d'en Sarrià, o de les orquestres que va dirigir, com la de cambra d'estudiants de corda de Monserrat, i especialment la juvenil de la Unió Musical de Torrent, que va liderar des de 1994 a 2004, i la Jove Orquestra Salvador Giner de la Societat Coral El Micalet, al front del qual va estar des de 1995 fins a 2007. Amb aquesta última va oferir nombrosos concerts i va realitzar diverses gires, va participar habitualment en cicles com Retrobem la Nostra Música de la Diputació Provincial de València o les Orquestrades de Catalunya (des de 1994 a 2004) i va gravar un CD en 2003 amb obres de Salvador Giner.
En 2013 Paloma Reyes, la seua vídua, va decidir donar la seua col·lecció de partitures (una molt nodrida selecció de música per a violí, principalment) i el seu arxiu a Culturarts, actualment Institut Valencià de Cultura, dependent de la Generalitat Valenciana. Aquests materials es troben a la biblioteca d'aquest centre a la disposició dels investigadors i estudiants que desitgin consultar-lo.